# Vatikanski muzeji
Vatikanski muzeji (talijanski: Musei Vaticani), jedan od najvećih i najstarijih muzeja na svijetu, nalaze se u Vatikanskoj palači, a s 1400 soba tvore izvanredno važan muzejski sklop, kako zbog množine i vrijednosti remekdjela koje su razni pape skupljali stoljećima, tako i zbog raskošnih prostorija u kojima su smještena. Vatikanske palače veličanstveni su zbir zgrada s mnogobrojnim sobama, dvoranama, muzejima, galerijama, bibliotekama, kapelama, hodnicima, dvorištima i vrtovima, bogati svakojakim umjetničkim blagom. 
U Vatikanske muzeje ulazi se iz Vatikanske aleje. Najveća kolekcija neprocjenjivih antikviteta i umjetnina na svijetu nalazi se u muzeju Pio Clementino i muzeju Chiaramonti. No, najveća kolekcija talijanskih i europskih slika se čuva u 18 soba vatikanske pinakoteke. S Vatikanskim muzejima su povezane Rafaelove sobe i Sikstinska kapela.
God. 2019. Vatikanske muzeje je posjetilo 6.882.931 ljudi, što ga čini trećim po posjećenosti muzejom na svijetu.

## Skulpturalni muzeji

### Muzej Pio-Clementino
Muzej Pio-Clementino, nosi taj naziv jer je veličanstvena i bogata ostavština dvojice papa koji su živjeli u 17. stoljeću, Klementa XIV. i Pija VI.
1. Dvorana grčkog križa (Sala Croce Greca): ima dva porfirna sarkofaga. U jednom je pronađeno tijelo svete Jelene, a u drugom svete Konstancije, kćeri cara Konstantina.
2. Okrugla dvorana (Sala Croce Greca): sadrži podni mozaik pronađen u Otricoliju, kolosalni „Antonijev kip” iz Palestrine, ali i veličanstvena porfirna posuda, promjera gotovo 4 metra - jamačno najbogatiji i najraskošniji izložak ove galerije.
3. Galerija kipova  (Galleria delle Statue): sadrži Praksitelova „Apolona Sauroktona”, te helenistički reljef „Uspavana Arijadna” na kojemu Arijadna, napuštena od Tezeja, spava u nemirnoj pozi.
4. Galerija poprsja (Galleria dei Busti): izloženi su portreti uglavnom iz rimskog doba (Poprsje mladog Augusta).
5. Kabinet maski (Gabinetto delle Maschere): sadrži grčke kipove Afrodite i Knidske Venere.
6. Dvorana Muza (Sala delle Muse): ukrašena je korintskim stupovima, kipovima i poprsjima mitskih likova. U sredini dvorane je čuveni „Belvederski torzo” iz 1. stoljeća, koji je izradio Atenjanin Apolonije.
7. Dvorana životinja (Sala degli animali): sadrži reprodukcije velikog broja životinja u mramoru i alabastru (Meleagar).

### Muzej Chiaramonti
Osnovao ga je Pio VII. Chiaramonti (1800. – 1823.), a čine ga Hodnik (Corridoio), Lappidarij (Galleria Lapidaria) i Novi krak (Braccio Nuovo) koji odražavaju tipičan neoklasičan duh.
Duž Hodnika su kipovi, poprsja, sarkofazi, reljefi itd., sve u svemu – gotovo 800 raznovrsnih antičkih djela. U Lapidariju je više od 5000 poganskih i kršćanskih natpisa. U Novom kraku ističe se Augustov kip (August Prima Porta) pronađen 1863. na Flaminijevoj cesti, a tu ga je postavio Pio IX. Kolosalna grupa figura „Nil” je egipatska skulptura koju je, između brojnih umjetnina, August ponio nakon bitke kod Akcija.

### Muzej Gregoriano Etrusco
Osnovao ga je papa Grgur XVI. 1836. godine. Ovaj muzej ima osam galerije i važne komade iz etrurskih domova, koji su pronađeni za vrijeme arheoloških istraživanja. 

### Muzej Gregoriano Egiziano
Osnovao ga je papa Grgur XVI. 1839. godine. Ovaj muzej čuva veliku zbirku staroegipatskih predmeta. Izloženi su papirusi, mumije, hijeroglifski natpisi te replika slavne Knjige mrtvih. Muzej je podijeljen u 9 soba.

## Vatikanska pinakoteka
Zbirku pinakoteke započeo je skupljati Pio VI., a obogatili su je njegovi nasljednici Pio VII. i Pio X. Godine 1936. Pio XI. je dao izgraditi današnju zgradu (Luca Beltrami). 
U vatikanskoj "Galeriji slika", koja je i organizirana po kronološkom redu, može se pratiti razvoj slikarstva kroz stoljeća: 
- Bizantski stil i predrenesansne slike
- Giotto i giottovci. Tu je moguće pratiti postupan nastanak talijanske renesanse: u Sieni Duccio i Simone Martini, a u Firenzi Cimabue i Giotto (Giottov Poliptih Stefaneschi je iz 1300.).
- Slikari 15. stoljeća među kojima je Djevica s anđelima (Beato Angelico), Krunidba Djevice (Fra Filippo Lippi) iz 1460. naslikana za Carla Marzuppinija koji je prikazan na slici. Anđeli glazbenici (freska iz 1472.) i Portret pape Siksta IV.  s Palatinom (Melozzo da Forli), kao i Sveti Jeronim (Leonardo) i Pietà (Giovanni Bellini) su iz 15. stoljeća.
- U jednoj dvorani se nalaze slike stranih slikara iz 15. stoljeća, a u drugoj poliptisi (Carlo Crivelli). Tizianova djela su iz 16. stoljeća.
- Perugino i Umbrijska škole su u posebnoj galeriji. Gospa s Djetetom (Pinturicchio) i Sv. Benedikt (Perugino) su iz 1495. Perugino je na svom Uskrsnuću iz 1502. prikazao svoj autoportret na vojniku koji bježi, dok je vojniku koji spava dao lice svog učenika Rafaela, za kojega se vjeruje kako je sudjelovao u izradi ovog djela. Sveti Jerolim je rad Giovannija Santija, Rafaelova oca.
- Rafaelove sobe sadrže više Rafaelovih slika. Krunidbu Djevice Rafael je naslikao za Maddalenu Oddi 1503. još kao devetnaestogodišnjak. Basnoslovne kreposti je naslikao 1507. kao prethodnicu Skidanja s Križa u Galeriji Borghese. Bogorodicu od Folignoa je naslikao za Sigismonda Contija, kao njegov zavjetni dar Djevici. Njegovo Uznesenje Kristovo, koje je Rafael uradio 1512., spada u najpoznatije slike na svijetu.
- Galerija sadrži i barokna djela umjetnika kao što su Anthonis Van Dyck, Pietro da Cortona, Nicolas Poussin i izvrsno Polaganje Krista u grob (Caravaggio) (1604.).

### Galerija
- Isusovo preobraženje (Rafael)
- Polaganje Krista u grob (Caravaggio)
- Nicolas Poussin
Mučenje sv. Erazma
- Atenska škola, Stanza della Segnatura, Vatikan (1513.-14.)

## Muzej moderne umjetnosti
Papa Pavao VI. otvorio je muzej suvremene sakralne umjetnosti 1973. Od 1973. godine Mario Ferrazza je odgovoran za prikupljanje umjetnina. Zbirka se sastoji od gotovo 800 radova od 250 međunarodnih umjetnika. Muzej moderne umjetnosti posjeduje slike umjetnika kao što su: Auguste Rodin, Vincent van Gogh, Paul Gauguin, Maurice Denis, Odilon Redon, Vasilij Kandinski, Marc Chagall, Paul Klee, Ernst Barlach, Max Beckmann, Otto Dix, Maurice Utrillo, Giorgio de Chirico, Giorgio Morandi, Georges Rouault, Oskar Kokoschka, Bernard Buffet, Renato Guttuso, Giacomo Balla, Francis Bacon, Giacomo Manzù, Eduardo Chillida, Salvador Dalí i Pablo Picasso.

## Knjižnica
Vatikanska knjižnica je prva u Europi po starosti i bogatstvu rukopisa, te bibliografskim raritetima. U raskošnoj Sikstinskoj dvorani izloženi su poneki veoma rijetki primjerci, među kojima rukopisna Biblija iz 4. stoljeća, četiri primjerka Vergilijevih djela iz razdoblja od 3. do 5. stoljeća, Evanđelje po Mateju iz 6. stoljeća, palimpsest koji sadrži veliki dio Ciceronova djela De Repubblica (rukopis iz 5. st. koji je u 7. st. sastrugan da bi se na njemu prepisalo tumačenje sv. Augustina „O psalmima” (Super psalmos), a ponovno je izašao na vidjelo u 9. st.).
U dnu knjižnice, u desnoj dvorani, dragocjena je zbirka drevnih fresaka, među kojima je najvažnije „Aldobrandinsko vjenčanje” (Nozze Aldobrandini) iz Augustova doba, koje prikazuje pripreme za vjenčanje Aleksandra Velikog i Roksane.

## Poveznice
- Muzej
- Rafaelove sobe
- Sikstinska kapela

## Vanjske poveznice
- Online stranice Vatikanskih muzeja
- ChristusRex o vatikanskoj zbirci